# Bora Lüftungstechnik
La BORA Lüftungstechnik GmbH (escritura propia: BORA) es un fabricante alemán de electrodomésticos integrados para la cocina (sistemas de extracción de superficie y hornos de vapor). La empresa tiene su sede principal en la ciudad bávara de Raubling y una sucursal en Niederndorf (Austria). La empresa matriz es la Werkhaus GmbH & Co. KG, también con sede en Raubling. 
El nombre de la empresa viene del viento de descenso bora y hace referencia al sistema de extracción de superficie de BORA. La red comercial de la empresa abarca aproximadamente 8000 distribuidores en sesenta países.

## Historia
En 2005 Willi Bruckbauer desarrolla un prototipo de sistema de extracción de superficie que aspiraba hacia abajo el humo y los vapores generados al cocinar a través de un extractor incorporado en la placa de cocción. En 2006 se registra la primera solicitud de patente del sistema de extracción de superficie BORA Professional. En 2007 Willi Bruckbauer funda la empresa BORA Lüftungstechnik GmbH. 
En 2008 se comercializa el primer sistema de extracción de superficie BORA y en los años siguientes se empiezan a ofrecer sistemas de extracción al exterior y de recirculación del aire de salida para las cocinas privadas, ampliándose la red comercial a 58 países. 
En septiembre de 2023, BORA Lüftungstechnik GmbH abre en Herford  una tienda insignia para presentar los productos propios y ofrecer una superficie de exposición a distintos fabricantes de mobiliario para cocinas. En el nivel superior hay un restaurante. El, desde el punto de vista arquitectónico, inusual edificio, que desde lejos parece el ala de un avión, se encuentra en la salida a la Ahmser Straße de la carretera nacional 239.

## Productos
La empresa fabrica principalmente sistemas de extracción de superficie. Los sistemas de extracción de superficie BORA van integrados en la placa de cocción y usan un flujo transversal para aspirar el humo hacia abajo. El mayor volumen de ventas anual se debe a esta categoría de productos. 
Desde 2021, BORA también ofrece un horno Flex, que combina vaporera y horno en un solo electrodoméstico. En septiembre de 2023 se presentaron los sistemas de refrigeración y congelación aptos para montaje empotrado.

## Premios
La empresa ha recibido varias veces el German Design Award, IF Design Awards y Red Dot Design Awards. 
En el año 2018, BORA ganó el premio a las pymes Mittelstandspreis der Medien del periódico WirtschaftsKurier en la categoría «Emprendimiento» por el sistema de extracción de superficie BORA. En 2010, la empresa ya había obtenido el premio Deutscher Gründerpreis en la categoría «Startup».

## Patrocinio
Desde 2015 BORA patrocina un equipo ciclista propio que, junto con la empresa Hansgrohe, participa desde 2017 en carreras ciclistas internacionales como UCI WorldTeam bajo la marca BORA – hansgrohe. Entre los mayores éxitos del equipo, se cuentan la victoria de Peter Sagan en la París–Roubaix de 2018 y la de Jai Hindley en el Giro de Italia de 2022.